# Nasza klasa (serial telewizyjny)
Nasza klasa (org. The Class) – amerykański sitcom wyprodukowany i emitowany przez telewizję CBS w sezonie telewizyjnym 2006/2007. W Polsce w 2007 r. wyświetlaniem zajmowała się stacja HBO Comedy.
Nasza klasa posiada tylko jeden sezon - mimo zadowalających wyników oglądalności nie zdecydowano się kontynuować serialu i zakończono go na 19 odcinkach.

## Fabuła
Serial opowiada o grupie 28-latków, którzy 20 lat temu razem chodzi do trzeciej klasy szkoły podstawowej.
Ethan Haas organizuje przyjęcie-niespodziankę, dla swojej dziewczyny, na którą zaprasza dawnych znajomych z podstawówki - od tego momentu losy bohaterów zaczynają się przeplatać.

## Obsada
- Andrea Anders jako Nicole Allen (Campbell)
- Jon Bernthal jako Duncan Carmello
- Lizzy Caplan jako Kat Warbler
- Jesse Tyler Ferguson jako Richard "Richie" Brittany Velch
- Heather Goldenhersh jako Lina Warbler
- Sean Maguire jako Kyle Lendo
- Lucy Punch jako Holly Ellenbogen
- Jason Ritter jako Ethan Haas

## Bohaterowie
- Nicole Allen - szkolna miłość Duncana, obecnie trzecia żona znanego futbolisty Yonka Allena.
- Duncan Carmello - były chłopak Nicole, nadal mieszkający z matką. Był w ekipie budującej dom Allena, wyznał Nicole, że są w nim znaczne usterki, dlatego - mimo początkowej niechęci pani domu - na polecenie Yonka rozpoczyna remont budynku, co owocuje codziennymi spotkaniami z dawną miłością.
- Kat Warbler - siostra Liny, cyniczna i sarkastyczna postać. Nie pamięta nikogo z trzeciej klasy, mimo to decyduje się przyjść na przyjęcie ze swoją siostrą, Liną.
- Richie Velch - niedoszły samobójca, poznajemy go w momencie, w którym próbuje się otruć lekami, ale w ostatniej chwili dzwoni telefon z zaproszeniem na spotkanie klasowe.
- Lina Wabler - siostra Kat, zdradzona przez chłopaka idzie na spotkanie klasowe z nadzieją na spotkanie z Kyle’em Lendo, który okazuje się... gejem. Na przyjęciu poznaje jednak Richiego, z którym się związuje. W wyniku nieszczęśliwego wypadku Richie potrąca Linę samochodem, co powoduje połamanie kości w nogach i konieczność półrocznego poruszania się na wózku inwalidzkim.
- Kyle Lendo - szkolna miłość Holly, która podczas studniówki nakryła go z innym chłopakiem. Kolega Ethana.
- Holly Ellenbogen - dziennikarka Wiadomości Kanału 9 (News9), pojawia się na przyjęciu, by "pokazać Kyle'owi jak wspaniałe jest jej życie". Wciąż nie może mu wyobrazić zdrady. Ma męża, który przypomina zachowaniem stereotypowego homoseksualistę oraz córkę o imieniu Oprah, na cześć popularnej prezenterki telewizyjnej, której fanem jest mąż Holly.
- Ethan Haas - organizator przyjęcia, po którym rzuciła go dziewczyna. Po imprezie zaprzyjaźnia się głównie z Kat i Kyle’em.